# Gertrude, Amleto e il fantasma del padre di Amleto
Gertrude, Amleto e il fantasma del padre di Amleto è un dipinto a olio su tela realizzato nel 1793 dall'artista svizzero Johann Heinrich Füssli e conservato presso la Fondazione Magnani-Rocca a Mamiano di Traversetolo

## Storia
Füssli era un grande ammiratore di Shakespeare e trovava nelle sue opere un'inesauribile fonte di ispirazione per i suoi dipinti. Gertrude, Amleto e il fantasma del padre di Amleto si inserisce nel filone romantico dell'arte del XVIII secolo, enfatizzando il potere evocativo delle emozioni e il fascino per il soprannaturale. L'opera fu commissionata dal mercante d'arte John Woodmason per la Irish Shakespeare Gallery di Dublino, una raccolta di dipinti ispirati ai drammi del Bardo.
L'opera ha subito critiche per la raffigurazione del fantasma, considerata da alcuni osservatori eccessivamente grottesca. Tuttavia, questa scelta stilistica rientra nella volontà dell'artista di esplorare i confini tra realtà e immaginazione, un tratto distintivo del suo lavoro.
Nel 1997, la Fondazione Magnani-Rocca ha organizzato una mostra dedicata a Füssli, riunendo le sue opere ispirate a Shakespeare, tra cui questo dipinto. Luigi Magnani, fondatore della collezione d'arte della Fondazione, acquistò l'opera negli anni '80.

## Descrizione
L'opera raffigura un momento cruciale dell'Amleto di William Shakespeare, precisamente l'Atto III, scena IV (come riporta la cornice della tela), in cui il principe di Danimarca affronta sua madre, la regina Gertrude, nella sua stanza, mentre il fantasma del defunto re appare, visibile solo ad Amleto. Il principe indossa un abito simile a quello introdotto nel repertorio teatrale da John Philip Kemble nel 1783, evidenziando il legame tra il dipinto e il teatro shakespeariano dell'epoca.
Lo stile drammatico e teatrale del dipinto è tipico della produzione di Füssli, il quale accentua l'emotività della scena attraverso un uso sapiente della luce e della gestualità dei personaggi. Il colore scuro e cupo, dominato da toni freddi, contribuisce a creare un'atmosfera di tensione e mistero, enfatizzando la componente soprannaturale dell'apparizione del fantasma.
La composizione mostra il controllo misurato dello spazio tipico di Füssli, il quale si ispira ai manieristi italiani per ottenere un effetto visionario e onirico. Le espressioni dei personaggi sono cariche di pathos: Gertrude appare sconvolta, mentre Amleto è in uno stato di agitazione intensa, segnando il momento in cui la sua coscienza si confronta con la verità rivelata dal fantasma.
Il dipinto presenta somiglianze con altre opere di Füssli ispirate a Shakespeare, come Lady Macbeth sonnambula e Re Lear ripudia Cordelia. L'artista utilizza tecniche pittoriche che accentuano l'intimismo della scena e predilige i soggetti femminili, ritratti con una mano veloce e morbida che richiama i modelli di Correggio, Parmigianino e Bertoja.